# پاین ایکرز (کالیفرنیا)
پاین ایکرز (به انگلیسی: Pine Acres) یک منطقهٔ مسکونی در ایالات متحده آمریکا است که در شهرستان آمادور، کالیفرنیا واقع شده‌است. پاین ایکرز ۸۱۸ متر بالاتر از سطح دریا واقع شده‌است.